# Ла-Торре-де-лес-Масанес
Ла-Торре-де-лес-Масанес, Торремансанас (валенс. La Torre de les Maçanes, ісп. Torremanzanas, офіційна назва La Torre de les Maçanes/Torremanzanas) — муніципалітет в Іспанії, у складі автономної спільноти Валенсія, у провінції Аліканте. Населення — 788 осіб (2010).

## Географія
Муніципалітет розташований на відстані близько 350 км на південний схід від Мадрида, 28 км на північ від Аліканте.

## Демографія
Динаміка населення (INE ):

## Галерея зображень

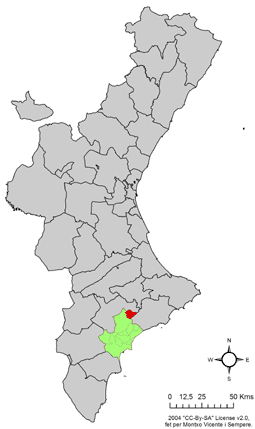
Розташування муніципалітету Ла-Торре-де-лес-Масанес у автономній спільноті Валенсія
Розташування муніципалітету Ла-Торре-де-лес-Масанес у комарці Кампо-де-Аліканте
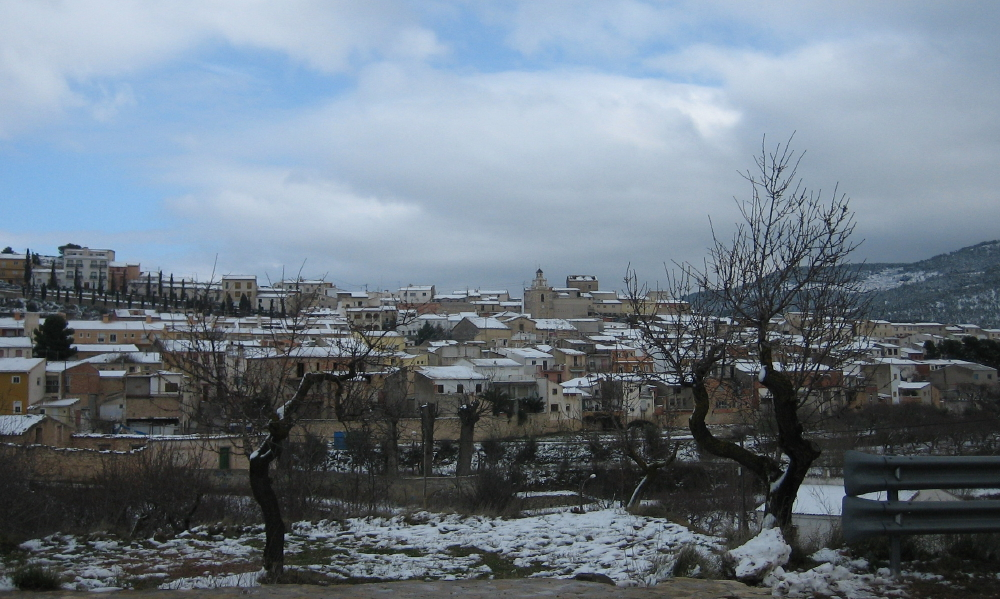
Ла-Торре-де-лес-Масанес взимку